# Erden Kiral
Erden Kiral (Gölcük, 10 aprile 1942 – Kumluca, 17 luglio 2022) è stato un regista e sceneggiatore turco.

## Biografia
Il suo film Hakkari'de Bir Mevsim ha vinto l'Orso d'argento, gran premio della giuria al Festival di Berlino 1983.

## Filmografia parziale
- Kanal (1979)
- Bereketli Topraklar Üzerinde (1980)
- Hakkari'de Bir Mevsim (1983)
- Dilan (1983)6
- Av Zamanı (1988)
- Mavi Sürgün (1993)
- Yolda (2005)